# Óscar Mingueza
Óscar Mingueza García (Santa Perpètua de Mogoda, 1999. május 13. –) spanyol utánpótlás-válogatott labdarúgó, a La Ligában szereplő Celta Vigo játékosa.

## Pályafutása

### FC Barcelona

#### Ifjúsági karrier
2007-ben csatlakozott a La Masia akadémiájához, az  összes korosztályos csapatban megfordult, az U7-től a Barca B-ig bezárólag. 2018-ban a Barcelona Juvenil A csapattal megnyerték a 
2017–18-as UEFA Ifjúsági Ligát.
Húga: Ariadna, szintén labdarúgó, a Barcelona  női csapatának tagja.

#### Barca B
2016. július 27-én mutatkozótt be a Llagostera elleni barátságos mérkőzésen.
2018. július 9-én a klub hivatalos honlapján jelentették be, hogy a 2018/19-es szezonban felkerült a csapatba, és 2021-es évig meghosszabbították a szerződését.
Augusztus 26-án debütált  tétmérkőzésen, kezdőként a CD Alcoyano idegenbeli 3–1-s találkozón.

#### A felnőttcsapatban
2020. augusztus 8-án nevezték  először a felnőttcsapat keretébe, egyben a Bajnokok Ligájában, az SSC Napoli elleni mérkőzésre. Majd a következő idényben, november 24-én az FK Dinamo Kijiv 0–4-s idegenbeli csoportmérkőzés, negyedik játéknapján mutatkozott be hivatalosan a csapatba. A második félidőben egy megcsúsztatott fejesből adott asszisztot, amit az 57. percben Martin Braithwaite váltott gólra.
November 29-én játszotta első bajnoki mérkőzését, egy 4–0-s CA Osasuna elleni  hazai találkozón.
2021. január 13-án debütált a spanyol Szuperkupában, a Real Sociedad elleni 1–2-s elődöntő mérkőzésen. Négy nappal később a döntőt az Athletic Club ellen játszották. A második félidő elején Sergiño Dest helyett kapott játéklehetőséget. A találkozót 2×15 perc hosszabbítás követte, de a mérkőzést elvesztették. Január 21-én debütált a spanyol kupasorozatban, a UE Cornellà elleni 0–2-s idegenbeli mérkőzésen. Az első gólját március 15-én szerezte meg hazai környezetben, az SD Huesca elleni 4–3-s bajnokin. Az 54. percben Lionel Messi  beadását juttatta fejjel a kapuba. Április 10-én játszotta első El Clásico mérkőzését, amelyen az első találatát szerezte a Real Madrid ellen, a 2–1-s idegenbeli bajnokin. Egy héttel később spanyol kupagyőztes lett, mivel a döntőben az Athletic Bilbao csapata felett 4–0-s győzelmet arattak a 2020/21-es kupaidényben.
Április 30-án egy újabb, 2023-nyaráig szóló szerződést kötöttek az együttessel.
Mivel a Barcelona kiesett a BL-ből ezáltal, 2022. február 17-én az Európa Ligában is bemutatkozott a 2021/22-es idény kieséses szakaszában az SSC Napoli elleni 1–1-s találkozón.

### Celta Vigo
2022. július 31-én négyéves szerződést kötött a Celta Vigo csapatával.
Augusztus 13-án mutatkozott be a csapatban a 2022/23-as idény nyitófordulójának utolsó perceiben az Espanyol ellen.

### A válogatottban

#### Spanyolország U21
2021. március 15-én Luis de la Fuente válogatta be először a csapatba, a 2021-es U21-es Európa-bajnokságra.
A legelső nemzetközi mérkőzését 2021. március 27-én játszotta, az Olaszország U21-es válogatottja elleni döntetlenen. A találkozó utolsó perceiben egyből kiállította a játékvezető.

#### Spanyolország U23 / Olimpia
2021. június 29-én beválogatták a csapat 22-fős keretébe a Tokióban megrendezett, 2020 évi nyári olimpiára.
Az első mérkőzése július 17-én volt, a Japán U23 elleni 1–1-s barátságos találkozón.
Július 22-én lépett pályára először tétmérkőzésen, egy 0–0-s Egyiptom U23 elleni találkozón az Olimpiai játékokon.

#### Spanyolország
2021. június 8-án mutatkozott be, egy Litvánia elleni 4–0-s találkozón.
Mivel a csapat egy-két játékosa pozitív koronavírustesztet produkált, így elővigyázatosságból az U21-es csapatot küldték ki a pályára.

## Statisztika
2023. augusztus 20-i állapot szerint.
| Klub             | Szezon           | Bajnokság          | Bajnokság | Bajnokság | Kupa  | Kupa  | Nemzetközi | Nemzetközi | Egyéb | Egyéb | Összes | Összes |
| Klub             | Szezon           | Liga               | Mérk.     | Gólok     | Mérk. | Gólok | Mérk.      | Gólok      | Mérk. | Gólok | Mérk.  | Gólok  |
| ---------------- | ---------------- | ------------------ | --------- | --------- | ----- | ----- | ---------- | ---------- | ----- | ----- | ------ | ------ |
| Barcelona B      | 2018/19          | Segunda División B | 15        | 0         | —     | —     | —          | —          | —     | —     | 15     | 0      |
| Barcelona B      | 2019/20          | Segunda División B | 16        | 0         | —     | —     | —          | —          | 3     | 0     | 19     | 0      |
| Barcelona B      | 2020/21          | Segunda División B | 1         | 0         | —     | —     | —          | —          | 1     | 0     | 2      | 0      |
| Barcelona B      | Összesen         | Összesen           | 32        | 0         | 0     | 0     | –          | –          | 4     | 0     | 36     | 0      |
| Barcelona        | 2020/21          | La Liga            | 27        | 2         | 5     | 0     | 5          | 0          | 2     | 0     | 39     | 2      |
| Barcelona        | 2021/22          | La Liga            | 19        | 0         | 1     | 0     | 7          | 0          | 0     | 0     | 27     | 0      |
| Barcelona        | Összesen         | Összesen           | 46        | 2         | 6     | 0     | 12         | 0          | 2     | 0     | 66     | 2      |
| Celta Vigo       | 2022/23          | La Liga            | 21        | 0         | 2     | 0     | —          | —          | —     | —     | 23     | 0      |
| Celta Vigo       | 2023/24          | La Liga            | 2         | 1         | 0     | 0     | —          | —          | —     | —     | 2      | 1      |
| Celta Vigo       | Összesen         | Összesen           | 23        | 1         | 2     | 0     | —          | —          | —     | —     | 25     | 1      |
| KARRIER ÖSSZESEN | KARRIER ÖSSZESEN | KARRIER ÖSSZESEN   | 101       | 3         | 8     | 0     | 12         | 0          | 6     | 0     | 127    | 3      |

1. 1 2  Mérkőzése(i) a Segunda División B play-offs-ban
2. ↑  Mérkőzése(i) a Bajnokok Ligájában
3. ↑  Mérkőzése(i) a Spanyol Szuperkupában
4. ↑  A Bajnokok Ligájában ötször, és az Európa Ligában kétszer lépett pályára

### A válogatottban
2021. június 8-i állapot szerint
| Spanyolország | Spanyolország | Spanyolország |
| Év            | Mérk.         | Gólok         |
| ------------- | ------------- | ------------- |
| 2021          | 1             | 0             |
| ÖSSZESEN      | 1             | 0             |

## Sikerei, díjai

### Klub

#### Barcelona
- Spanyol kupa: 2020–21

### Közösségi platformok
- Óscar Mingueza az Instagramon
- Óscar Mingueza a Twitteren

### Egyéb weboldalak
- Óscar Mingueza adatlapja az FC Barcelona hivatalos weboldalán (angolul)
- Óscar Mingueza adatlapja a Transfermarkt oldalon (angolul)
- Óscar Mingueza adatlapja a Soccerway oldalon (angolul)